# 51T6
Il 51T6 (conosciuto in Occidente con il nome in codice NATO di ABM-4 Gorgon) è un missile intercettore ABM esoatmosferico entrato in servizio nella prima metà degli anni ottanta. Progettato come componente a lungo raggio del Sistema ABM A-135, è stato radiato nel 2005.

## Sviluppo
L'ABM-4 Gorgon venne sviluppato dall'OKB Grushin alla fine degli anni settanta. Lo scopo era elaborare un sistema d'arma capace di effettuare intercettazioni di missili balistici fuori dall'atmosfera terrestre, o comunque a lungo raggio. Il progetto di partenza fu, probabilmente, quello degli ABM-1 Galosh, di cui il Gorgon viene considerato una versione perfezionata.
I test vennero effettuati nel poligono militare di Sary Shagan, in Kazakistan. Per questo motivo, la NATO diede a tali sistemi, come nome provvisorio, SH-11.
L'ingresso in servizio risale al 1983-1984.

## Tecnica
Le informazioni tecniche diffuse su questi missili sono estremamente scarse. Il sistema propulsivo è costituito da un motore a tre stadi a propellente liquido, e la gittata massima è di circa 350 km. Considerando la gittata, si ritiene che i Gorogn abbiano anche una limitata capacità antisatellite.
La testata era nucleare, con una potenza di un megatone. Grazie alla grande potenza, la detonazione di uno di questi missili doveva essere in grado di distruggere ogni missile balistico intercontinentale in fase di avvicinamento discendente nell'area di Mosca. Tuttavia, il 21 aprile 1998, i vertici delle forze armate russe dichiararono che, per motivi di sicurezza, avrebbero rimosso le testate nucleari dai missili del Sistema ABM A-135. Nel caso degli ABM-4, in particolare, il problema era che l'impulso elettromagnetico, prodotto da una detonazione ad alta quota, avrebbe provocato danni enormi a tutti i sistemi elettronici sprovvisti di adeguata protezione in un'area vastissima, proprio nei pressi della capitale. Quindi, le testate nucleari vennero sostituite con altre convenzionali (non è chiaro però se la sostituzione abbia riguardato tutti i missili).

## Utilizzo
Il dispiegamento iniziò nel 1988, per un totale di 32 intercettori. Questi erano sistemati in silos corazzati posti a 45 miglia da Mosca, sistemati in quattro località. Per quanto riguarda le caratteristiche dei silos, dovrebbero essere le medesime degli ABM-3 Gazelle.
Gli ABM-4 Gorgon costituivano il primo strato del Sistema ABM A-135: il compito primario di questi missili era effettuare intercettazioni fuori dall'atmosfera di missili balistici nemici diretti su Mosca. L'utilizzo degli ABM-3 Gazelle (che costituivano il secondo strato) era previsto solo in caso di fallimento dei Gorgon.
Tutti questi missili, inquadrati nella 9ª Divisione delle Forze Spaziali Russe, risultano essere stati ritirati dal 2005.